# Ladern-sur-Lauquet
Ladern-sur-Lauquet ist eine französische Gemeinde mit 257 Einwohnern (Stand: 1. Januar 2022) im Département Aude in der Region Okzitanien. Sie gehört zum Kanton La Région Limouxine im Arrondissement Limoux. Die Einwohner werden Ladernois genannt.

## Geographie
Ladern-sur-Lauquet liegt etwa 14 Kilometer südlich von Carcassonne am Fluss Lauquet, in den hier sein Zufluss Lauquette einmündet. Umgeben wird Ladern-sur-Lauquet von den Nachbargemeinden Leuc im Nordwesten und Norden, Villefloure im Norden, Mas-des-Cours im Norden und Nordosten, Fajac-en-Val im Nordosten und Osten, Villar-en-Val im Osten und Südosten, Greffeil im Süden sowie Saint-Hilaire im Süden und Westen.

## Bevölkerungsentwicklung
| Jahr                       | 1962 | 1968 | 1975 | 1982 | 1990 | 1999 | 2006 | 2019 |
| -------------------------- | ---- | ---- | ---- | ---- | ---- | ---- | ---- | ---- |
| Einwohner                  | 235  | 201  | 191  | 184  | 199  | 228  | 250  | 267  |
| Quellen: Cassini und INSEE |      |      |      |      |      |      |      |      |

## Sehenswürdigkeiten
- Zisterzienserkloster Sainte-Marie de Rieunette aus dem 12. Jahrhundert, seit 1925/1950 Monument historique
- Kirche Saint-Genès
- Schloss